# Festival international de théâtre de Zagora
Le Festival international de théâtre Zagora est un festival annuel organisé à Zagora (Maroc) par l'association Al-Finik pour la création artistique et culturelle en collaboration avec l’assemblée provinciale. Il vise à contribuer à la promotion de la production théâtrale, à créer les conditions favorisant la créativité et à partager les expériences dans ce domaine.